# Ерпорт Драјв (Мисури)
Ерпорт Драјв (енгл. Airport Drive) град је у америчкој савезној држави Мисури.

## Демографија
По попису из 2010. године број становника је 698, што је 76 (12,2%) становника више него 2000. године.
| Група             | 2000.       | 2010.       |
| Белци             | 580 (93,2%) | 647 (92,7%) |
| Афроамериканци    | 2 (0,3%)    | 0 (0,0%)    |
| Азијати           | 3 (0,5%)    | 4 (0,6%)    |
| Хиспаноамериканци | 5 (0,8%)    | 24 (3,4%)   |
| Укупно            | 622         | 698         |